# تورزوکا
تورزوکا (به لاتین: Turzovka) یک شهرک در اسلواکی با جمعیت ۷٬۸۰۲ نفر است که در Čadca District واقع شده‌است.